# La fuerza del mal

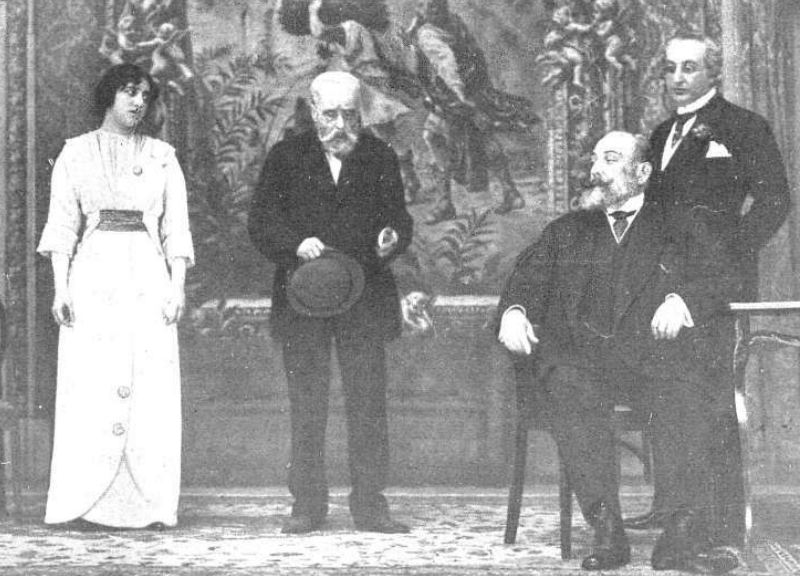
María Fernanda Ladrón de Guevara, Ernesto Vilches, Alfredo Cirera y Emilio Thuillier en una escena de la obra

La fuerza del mal es una obra de teatro en tres actos de Manuel Linares Rivas, estrenada en 1914.

## Argumento
Un hombre de la alta burguesía niega a sus dos hijas la autorización para contraer matrimonio con sendos muchachos de pobre cuna. Solo la más audaz de las hijas consigue su propósito al hacer creer al padre que el matrimonio es inevitable, pues su honra se ha visto comprometida por la pasión del joven.

## Estreno
- Teatro de la Princesa, Madrid, 20 de febrero de 1914.
  - Intérpretes: María Guerrero (Salomé Entrerríos), Emilio Thuillier (Don Santos de la Santera), Ernesto Vilches (Pedro), Alfredo Cirera (Justo), María Fernanda Ladrón de Guevara (Asunción), Carmelita Jiménez (María de las Candelas), María Cancio (Marcelina), Mariano Díaz de Mendoza (Ramoncho), Irene López Heredia (Paca), Emilio Mesejo (lacayo), Ricardo Juste (el alquilador).